# Монастероло-ді-Савільяно
Монастероло-ді-Савільяно (італ. Monasterolo di Savigliano, п'єм. Monastireu) — муніципалітет в Італії, у регіоні П'ємонт,  провінція Кунео.
Монастероло-ді-Савільяно розташоване на відстані близько 510 км на північний захід від Рима, 45 км на південь від Турина, 34 км на північ від Кунео.
Населення — 1366 осіб (2014).

## Демографія
Населення за роками:

Станом на 1 січня 2023 року в муніципалітеті офіційно проживало 106 іноземців з 17 країн, серед них 39 громадян країн Євросоюзу та 2 громадяни України.

## Сусідні муніципалітети
- Каваллермаджоре
- Руффія
- Савільяно
- Скарнафіджі